# Himertosoma betrokanum
Himertosoma betrokanum là một loài tò vò trong họ Ichneumonidae.